# سیگفوس سیگفوردسون
سیگفوس سیگفوردسون (ایسلندی: Sigfús Sigurðsson؛ زادهٔ ۷ مه ۱۹۷۵) بازیکن هندبال اهل ایسلند بود.
وی در مسابقات کشوری و بین‌المللی در مجموع برندهٔ ۱ مدال نقره شده‌است.